# انتقاد الاشتراكية

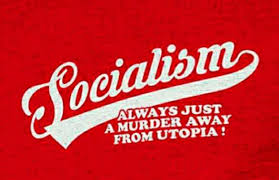

انتقاد الاشتراكية هو أي تعقيب على النماذج الاشتراكية للتنظيم الاقتصادي ومدى جدواها، فضلًا عن الآثار السياسية والاجتماعية المترتبة على تبني مثل هذا النظام. لا توجَه بعض التعقيبات نحو الاشتراكية كنظام، بل نحو الحركة الاشتراكية أو الأحزاب أو الدول القائمة عليها. يرى بعض النقاد أن الاشتراكية مفهوم نظري بحت ولا بد من انتقاده على أسس نظرية (كما في مشكلة الحساب الاقتصادي ومناظرة الحساب الاشتراكي)، بينما يرى آخرون أن هناك أمثلة تاريخية معينة، وأنه يمكن انتقادها بناءً على أسس عملية. نظرًا لوجود العديد من نماذج الاشتراكية، تركز أغلب التعقيبات على نوع معين من الاشتراكية وتجربة الاقتصادات من النمط السوفيتي التي قد لا تنطبق على كافة أشكال الاشتراكية، إذ تتعارض نماذج مختلفة من الاشتراكية مع بعضها البعض حول مسائل ملكية الممتلكات، والتنسيق الاقتصادي وكيفية تحقيق الاشتراكية. قد يكون نقاد نماذج معينة من الاشتراكية من أنصار نوع مختلف من الاشتراكية.
وفقًا للعالم الاقتصادي في المدرسة النمساوية لودفيج فون ميزس، فإن النظام الاقتصادي الذي لا يستخدم المال والحسابات المالية وتسعير السوق لن يكون قادرًا على تقييم السلع الرأسمالية وتنسيق الإنتاج بشكل فعال، ولذلك فإن الاشتراكية أمر مستحيل لأنها تفتقر إلى المعلومات اللازمة للقيام بالحساب الاقتصادي في المقام الأول. هناك حجة مركزية أخرى موجهة ضد الأنظمة الاشتراكية القائمة على التخطيط الاقتصادي تقوم على استخدام المعرفة المشتتة. لا تكون الاشتراكية مجدية في هذا الرأي لأن المعلومات لا يمكن تجميعها بواسطة هيئة مركزية واستخدامها بفعالية في صياغة خطة لاقتصاد كامل، لأن ذلك سيؤدي إلى إشارات أسعار مشوهة أو غائبة. ينتقد علماء اقتصاد آخرون نماذج الاشتراكية القائمة على الاقتصاديات التقليدية المحدثة لاعتمادها على افتراضات خاطئة وغير واقعية بشأن التوازن الاقتصادي وكفاءة مبدأ باريتو. انتقد بعض الفلاسفة أيضًا أهداف الاشتراكية، زاعمين أن المساواة تتبدد عند الاختلافات الفردية وأن إقامة مجتمع متكافئ لا بد وأن يترتب عليه قدر كبير من الإكراه. غالبًا ما ينتقد نقاد الحركة السياسية الاشتراكية النزاعات الداخلية للحركة الاشتراكية باعتبارها تخلق نوعًا من «الخلو من المسؤولية». 
ينظر الليبراليون الاقتصاديون والليبرتاريون اليمينيون إلى الملكية الخاصة لوسائل الإنتاج وسوق الصرف باعتبارها حقوق كائنات طبيعية أو حقوقًا أخلاقية تشكل أهمية مركزية بالنسبة لمفاهيمهم حول الحرية والتحرر، وترى أن الديناميات الاقتصادية للرأسمالية غير قابلة للتغيير ومطلقة. نتيجة لذلك، يرون أن ملكية الدولة لوسائل الإنتاج والجمعيات التعاونية والتخطيط الاقتصادي تشكل انتهاكات للحرية. 

## نقد التخطيط المركزي

### إشارات الأسعار المشوهة أو الغائبة
تعتبر مشكلة الحساب الاقتصادي انتقادًا للتخطيط الاقتصادي المركزي الموجود في أشكال معينة من الاشتراكية. طرح عالم الاقتصاد البروسي هيرمان هاينريش جوسين هذا لأول مرة في عام 1854. عُرض ذلك لاحقًا في عام 1902، من قبل عالم الاقتصاد الهولندي نيكولاس بيرسون، وفي عام 1920 من قبل لودفيج فون ميزس ثم من قبل فريدريك هايك. تتلخص المشكلة المشار إليها في كيفية توزيع الموارد على نحو رشيد في أي اقتصاد. تعتمد السوق الحرة على آلية الأسعار، حيث يستطيع الأشخاص على المستوى الفردي أن يقرروا كيف ينبغي توزيع الموارد استنادًا إلى رغبتهم في منح الأموال لسلع أو خدمات محددة. ينقل السعر معلومات مضمنة حول وفرة الموارد وكذلك مدى مرغوبية هذه الموارد التي تسمح بدورها -على أساس قرارات فردية توافقية- بتصحيحات تمنع النقص والفوائض. زعم كل من ميزس وهايك أن هذا هو الحل الوحيد الممكن وأنه دون المعلومات التي توفرها أسعار السوق فإن الاشتراكية تفتقر إلى طريقة لتخصيص الموارد على نحو رشيد. يزعم هؤلاء الذين يتفقون مع هذا الانتقاد أن هذا تفنيد للاشتراكية وأنه يبين أن الاقتصاد الاشتراكي المخطط لن ينجح أبدًا. احتدم النقاش في عشرينيات القرين العشرين وثلاثينياته، وأصبحت الفترة المحددة للنقاش معروفة لدى المؤرخين الاقتصاديين باسم «مناظرة الحساب الاشتراكي». 
قال ميزس في مقال شهير نُشر عام 1920 بعنوان «الحساب الاقتصادي في الكومنولث الاشتراكي» إن نظم التسعير في الاقتصادات الاشتراكية ناقصة بالضرورة لأنه إذا كانت الحكومة تملك وسائل الإنتاج، فلا يمكن الحصول على أسعار للسلع الرأسمالية لكونها مجرد تحويلات داخلية للسلع في نظام اشتراكي وليست «أشياء للتبادل» بخلاف السلع النهائية، ولذلك فإن هذه الموارد غير مسعرة وبالتالي فإن النظام سيكون بالضرورة غير فعال نظرًا إلى أن المخططين المركزيين لن يعرفوا كيفية تخصيص الموارد المتاحة بكفاءة. أدى ذلك إلى تصريحه «بأن النشاط الاقتصادي الرشيد مستحيل في كومنولث اشتراكي». استحدث ميزس نقده للاشتراكية بشكل أكثر اكتمالًا في كتابه الذي صدر عام 1922 بعنوان الاشتراكية، تحليل اقتصادي واجتماعي. 
ذكر ميزس أن النظام الاشتراكي القائم على الاقتصاد المخطط لن يكون قادرًا على تخصيص الموارد بفعالية بسبب الافتقار إلى إشارات الأسعار. نظرًا لكون وسائل الإنتاج خاضعة لسيطرة كيان واحد، فإن تقريب أسعار السلع الرأسمالية في الاقتصاد المخطَط أمر مستحيل. تتلخص حجته في أن الاشتراكية لا بد وأن تفشل اقتصاديًا بسبب مشكلة الحساب الاقتصادي، أي استحالة مقدرة الحكومة الاشتراكية على إجراء الحسابات الاقتصادية اللازمة لتنظيم اقتصاد معقد. توقع ميزس أنه دون اقتصاد السوق لن يكون هناك نظام أسعار عملي يعتقده أساسيًا لتحقيق توزيع رشيد وفعال للسلع الرأسمالية على الاستخدامات الأكثر إنتاجية. طبقًا لرأي ميزس، فإن الاشتراكية سوف تفشل لأن الطلب لا يمكن أن يكون معروفًا دون أسعار. تناول علماء الاقتصاد النمساويون اللاحقون مثل هايك والطلاب مثل هانز سينهولز هذه الحجج بإسهاب. في عام 1977، جادل هايك بأن «الأسعار هي أداة للاتصال والتوجيه تتضمن معلومات أكثر مما لدينا مباشرة» و«الفكرة بأكملها التي يمكنك بها تحقيق نفس النظام القائم على تقسيم العمل عن طريق توجيه بسيط، تسقط على الأرض. إذا كنت بحاجة إلى أسعار، بما في ذلك أسعار العمالة، لتوجيه الناس إلى الذهاب إلى حيث الحاجة إليهم، فلا يمكن أن يكون لديك توزيع آخر إلا التوزيع من مبدأ السوق». 